# Teamarchitektur
Der Begriff der Teamarchitektur beschreibt – in Anlehnung an die allgemeine Wortbedeutung der Architektur (aus dem Lateinischen architectura) – die Konstruktion oder Struktur des Aufbaus von Teams. Diese werden als Gruppe von Personen verstanden, die gemeinsam an einer Aufgabe arbeiten.

## Merkmale der Teamarchitektur
Zum Aufbau eines Teams zählen klassischerweise Aspekte wie die personelle Besetzung des Teams inklusive personenbezogener Merkmale wie aufgabenbezogenes Wissen, Fähigkeiten und Erfahrungen sowie Werte und Einstellungen. Ebenso zählt hierzu die Art der Teamführung und allgemeine Rahmenbedingungen.
Die Architektur von Teams umfasst jedoch noch weit mehr. Sie gilt als alles, was einen Rahmen und Orientierung schafft. Hierzu zählen auch die vier von Beckhard (1972) definierten Schlüsselvariablen guter Teamarbeit sind „goals“, „roles“, „procedures“ und „interpersonal relationships“, wobei die Qualität der zuletzt genannten Variable häufig sichtbare Symptomatik ist, während die drei erstgenannten Variablen ursächlich zu verstehen sind.

## Effekte erfolgreicher Teamarchitektur
Als zentrale Schlüsselkomponente erfolgreicher Arbeit im Team als Resultat einer gelungenen Teamarchitektur gilt die Psychologische Sicherheit. Sie beschreibt die Überzeugung und Empfindung, die dem Team als Ganzes entgegengebracht wird und sich etwa darin zeigt, wie offen und divers in Interaktion agiert wird, ohne eine Unsicherheit oder ein Unbehagen zu verspüren. Daran angelehnt findet sich auf interpersonaler Ebene der wichtige Aspekt des Vertrauens, welches auf der Wahrnehmung eines einzelnen Gegenübers basiert. Eine ausreichend hohe Psychologische Sicherheit kann dabei negativen Formen des Groupthinkings als gleichförmiger Denkmodus einer Gruppe, der Denkalternativen einschränkt und oftmals (innovative) Lösungen verbaut, entgegenwirken. Zu ganz ähnlichen Ergebnisse kam auch eine große Initiative von Google, die 2012 startete und unter dem Codenamen “Project Aristotle” geführt wurde. In diesem Rahmen wurden über zwei Jahre hunderte Google-Teams untersucht, um Muster zu finden, die zeigen, warum einige Teams scheitern, während andere Bestleistungen erreichen. Hier fanden sich fünf zentrale Ergebnisse von Hochleistungsteams:
1. Sinn: Erfahren die einzelnen Teammitglieder Sinn in ihrer Arbeit?
2. Effekt: Erzielt die eigene Arbeit einen tatsächlichen Effekt? Hat der individuelle sowie Teambeitrag eine Relevanz?
3. Sicherheit: Besteht ein Gefühl der Zugehörigkeit, des Vertrauens und der gegenseitigen Wertschätzung?
4. Zuverlässigkeit: Als wie stark wird die Zuverlässigkeit des Teams empfunden?
5. Übersichtlichkeit: Sind dem Team sowohl die Erwartungshaltungen als auch die kurz- und langfristigen Ziele bekannt?

Mögliche Kennwerte für das Funktionieren bzw. die Passung einer Teamarchitektur können darüber hinaus an das Lencioni Modell „5 dysfunctions of a team“ angelehnt werden. Im Rahmen der Teamarchitektur sollten die zentralen genannten Stellschrauben wie Ziele, Rollen und Prozesse derart definiert und transparent sein, dass die fünf Dysfunktionen – 1. Abwesenheit von Vertrauen, 2. Angst vor Konflikten, 3. Kein gemeinsames Warum, 4. Keine Verantwortlichkeit, 5. Keine Erfolge – vermieden oder abgebaut werden.

## Aktuelle Entwicklung

### Teamrollen als Teil der Teamarchitektur
Ziele, Rollen und Prozesse sind – wie in Kapitel „Merkmale der Teamarchitektur“ beschrieben – wichtige Elemente der Teamarchitektur. Es gilt, diese zu definieren, um effektive Arbeit im Team sicherzustellen.
Es finden sich verschiedene Ansätze zur Klärung von Rollen als zentrale Schlüsselvariable der Teamarchitektur. Während bisherige Rollenmodelle für ein Team häufig auf Stärken und Schwächen setzen (z. B. Belbin Teamrollen) haben sich zwischenzeitlich auch neuere Herangehensweisen etabliert, die einen Werte- und Interessenfokus einnehmen. So hat das Düsseldorfer Unternehmen MONDAY.ROCKS GmbH einen Ansatz der Teamarchitektur entwickelt, welcher die Sinnhaftigkeit von Zielen, Positionen und Arbeitsstrukturen für die einzelnen Teammitglieder als Schlüssel zu engagierter und effektiver Zusammenarbeit sieht.

### Teamarchitektur im Wandel
Derlei neue Ansätze spiegeln auch den allgemeinen Wandel der Arbeitswelt wider, der es notwendig macht, bestehende Modelle und Konzepte zum Aufbau und zur Struktur von Teams und ganzen Organisationen zu hinterfragen und auf Aktualität zu prüfen. Aktuelle Herausforderungen wie die Digitalisierung und die damit einhergehende Dynamisierung, die Notwendigkeit zur unternehmerischen Ambidextrie, die Zunahme von Mehrdeutigkeiten und eine Transformation des Führungsverständnisses müssen demnach auch im Hinblick auf das Verständnis einer effektiven Teamarchitektur stetig mit einbezogen werden.

## Einsatzbereiche
Die Einsatzbereiche für Teamarchitektur sind vielfältig und reichen von werteorientierter Führung über Konfliktlösung (-vermeidung) bis hin zu Veränderungsmanagement. Im Rahmen dessen sind insbesondere Post Merger Integration (Anm.: die Fusion von Teams nach M&A-Prozessen) oder die Akzeptanzsteigerung bei Transformationsprojekten zu nennen.

## Ausblick
Neben den Einsatzbereichen in der Wirtschaft erfährt das Thema Teamarchitektur auch besondere Bedeutung im (Team-)Spitzensport und in der Raumfahrt.